# Lennoaceae
Lennoaceae is een botanische naam, voor een familie van tweezaadlobbige planten. Een familie onder deze naam wordt vrij regelmatig erkend door systemen van plantentaxonomie, maar niet door het APG-systeem (1998) en het APG II-systeem (2003).
Een familie onder deze naam werd wel erkend door het Cronquist-systeem (1981) dat haar plaatste in de orde Lamiales. Het gaat om een kleine familie van drie genera.
Door APG worden deze planten geplaatst in de onderfamilie Lennooideae in de familie Boraginaceae.